# La bambola assassina 2
La bambola assassina 2 (Child's Play 2) è un film statunitense del 1990 diretto da John Lafia.

## Trama
Nel novembre 1990, due anni dopo la sconfitta di Chucky, il signor Haskell Sullivan, l'amministratore delegato dell'azienda di giocattoli Play Pals e la ditta "Tipo Bello" hanno chiesto alla polizia il suo corpo distrutto, che viene poi ricostruito per evitare una pessima pubblicità. Durante il processo, un addetto alla manutenzione viene folgorato dal macchinario quando Chucky viene resuscitato. Ora Chucky ha un solo scopo: trovare Andy Barclay per prendere possesso del suo corpo e quindi tornare ad avere un corpo umano. Andy ora si trova in una clinica-orfanotrofio nel South Pasadena, in California in quanto sua madre è stata portata in manicomio dopo aver cercato invano di rivelare la verità sul maniacale bambolotto. Andy viene preso in affidamento dalla famiglia Simpson, composta da Phil, Joanne e una ragazza adottata di nome Kyle.
Chucky, grazie a dei moduli su Andy Barclay, riesce a chiamare l'orfanotrofio e fingendosi lo zio del ragazzino riesce ad avere l'indirizzo della famiglia affidataria. Chucky dopo aver preso in ostaggio un addetto della produzione di Tipo Bello nella sua macchina, si fa accompagnare a casa Simpson, per poi uccidere l'uomo, soffocando con un telo di plastica. Arrivato a casa si sostituisce al bambolotto "Tipo Bello" di nome Tommy della famiglia dopo averlo distrutto e sepolto sotto l'altalena in giardino. La sera dopo, Andy rendendosi conto che Chucky ha tentato di possedere di nuovo il suo corpo, cerca di avvisare i membri della famiglia della minaccia che incombe, ma nessuno gli crede. Il giorno successivo Chucky lo segue a scuola, dove lo fa mettere in castigo scrivendo una parolaccia sul suo compito, così Mrs. Kettlewell, la perfida maestra di Andy lo rinchiude in classe per punizione ma riesce a scappare, poi Chucky uccide a randellate Mrs. Kettlewell, usando un righello di legno. Andy, arrivato a casa, Phil lo vuole farlo rimandare all'orfanotrofio, dopo che Mrs. Kettlewell gli aveva avvisati di aver scritto la parolaccia sul compito. Andy decide di farsi giustizia da solo; ma non ci riesce e viene assalito da Chucky, sentendo rumori provenire in cantina, Phil scende a dare un'occhiata e viene ucciso da Chucky che lo fa inciampare per le scale causandogli la rottura del collo.
A questo punto Joanne, devastata per la morte del marito, della quale incolpa Andy, fa riprendere il bambino dall'orfanotrofio, che prima di andarsene avvisa della minaccia di Chucky a Kyle. Quest'ultima per sicurezza getta il bambolotto nel secchio della spazzatura, ma non appena trova casualmente l'altro bambolotto sotterrato sotto l'altalena mentre era salita, capisce che Andy aveva ragione e scopre che il bambolotto che aveva buttato è scomparso dal bidone; Kyle sente dei rumori provenire dalla stanza di Joanne, e scopre che la donna è stata uccisa con un taglio alla gola, Chucky la prende in ostaggio obbligandola a farsi portare da Andy. Una volta arrivati all'orfanotrofio, Chucky fa suonare l'allarme antincendio e tutti i bambini e il personale escono dall'edificio eccetto Andy che, insieme a Kyle e a Chucky, si chiudono nell'ufficio della direttrice. Lì la donna viene uccisa dal bambolotto con un coltello al petto; Chucky tiene in ostaggio Andy e scappa rifugiandosi nella fabbrica dove i bambolotti "Tipo Bello" vengono costruiti, e Kyle li insegue.
Chucky non riesce a trasferire la sua anima nel corpo di Andy perché è passato troppo tempo, così decide di ucciderlo per vendetta ma, grazie all'intervento di Kyle, Andy riesce a scappare. Chucky li insegue, perdendo la mano destra nel tentativo di ucciderli e la sostituisce con la lama di un coltello; uccide poi un tecnico della fabbrica con due occhi finti nel cranio, poi Chucky finisce dentro un macchinario perdendo anche le gambe.
Finalmente riesce a raggiungerli, Kyle viene messa fuori combattimento da un colpo subito dal cadavere del tecnico della fabbrica e Chucky sferra il suo attacco su Andy che però lo schiva e lo ricopre con della plastica fusa, e va in soccorso di Kyle. Ma Chucky è ancora vivo ed assale Kyle che riesce a divincolarsi e infila un tubetto dal quale fuoriesce aria ad alta pressione nella bocca di Chucky, che si gonfia ed esplode, facendolo morire. Kyle e Andy escono fuori dalla fabbrica e camminano verso una nuova vita insieme.

### Finale alternativo
Le prime volte che il film fu trasmesso in televisione venne mostrato un inedito finale alternativo cancellato: mentre Andy e Kyle si allontanano dalla fabbrica, vediamo che un pezzo della testa di Chucky dopo l'esplosione è caduto in una vicina vasca di plastica fusa, fondendosi con essa. I macchinari poi usano la plastica per fabbricare un nuovo bambolotto; non appena viene a ricomporsi la testa, la bocca rivolge un ghigno malefico. Il finale è stato in gran parte ripreso nell'inizio del terzo film.

## Produzione
Le riprese del film si sono svolte dal 6 novembre 1989 al 1º febbraio 1990.
Il sonoro è in Dolby Digital 2.0.

### Riprese
Fra le principali location, per la realizzazione della pellicola, ricordiamo:
- il Play Pals Toy Factory, al 201 Pier S Ave di Long Beach, California;
- la casa di Andy al 2035 Milan Avenue di South Pasadena, California;
- il Mutt & Jeff's Liquor, al East Holly Street di Pasadena, California;
- luoghi vari fra Chicago e Los Angeles.

## Accoglienza
Fu un buon successo commerciale, infatti incassò 35763605 $.

## Distribuzione
| Paese       | Data della Prima |
| ----------- | ---------------- |
| Stati Uniti | 9 novembre 1990  |
| Australia   | 15 novembre 1990 |
| Argentina   | 22 novembre 1990 |
| Regno Unito | 11 gennaio 1991  |
| Francia     | 16 gennaio 1991  |
| Brasile     | 13 marzo 1991    |
| Giappone    | 25 maggio 1991   |

### Home video
A partire dal 10 ottobre 2001 è stato reso disponibile il DVD di La bambola assassina 2 online e in tutti i negozi.
- Prodotto dalla Universal Pictures.
- Formato video: PAL doppio strato in formato 1,85:1.
- Lingue: Italiano, francese, inglese e spagnolo.
- Audio: Per le lingue Italiano, francese e inglese l'audio è in Dolby Digital 2.0 - Stereo, mentre per la lingua spagnola l'audio è in Mono.
- Sottotitoli: Italiano, francese, inglese, spagnolo e portoghese.

### Netflix
Il film è stato distribuito anche sulla piattaforma Netflix, dove è stato vietato ai minori di 14 anni.

## Sequel
- La bambola assassina 3 (Child's Play 3, 1991) diretto da Jack Bender
- La sposa di Chucky (Bride of Chucky, 1998) diretto da Ronny Yu
- Il figlio di Chucky (Seed of Chucky, 2004) diretto da Don Mancini
- La maledizione di Chucky (Curse of Chucky, 2013) diretto da Don Mancini
- Il culto di Chucky (Cult of Chucky, 2017) diretto da Don Mancini
- Chucky regia di Don Mancini (2021-2024)